# Eugène Demolder
Eugène Demolder, född 16 december 1862, död 8 oktober 1919, var en belgisk författare.
Demolder skrev av målerisk åskådlighet kännetecknande berättelser, såsom Le royaume authentique du grand saint Nicolas (1896), La légende d'Yperdamme (1896-97), samt romaner. Mest känd av hans romaner är La route d'émeraude (1899, svensk översättning 1923), i vilken Rembrandt och hans omgivning tecknas.